# متنزه واكا الوطني
حديقة واكا الوطنية (بالفرنسية: Parc national de Waka) هي إحدى الحدائق الوطنية الواقعة في قلب الغابون.
تُغطي هذه الحديقة أكثر من 1000 كيلومتر مربع من الغابات المطيرة والسافانا ضمن كتلة تشايلو، وهي منطقة تعود أصولها الجيولوجية إلى نحو 40,000 سنة.
واحدة من أبرز المعالم الطبيعية في هذه المنطقة هي صدع إيكوبي-إيكوي-أونوي، وهو شق عميق محفور في تضاريس المنطقة ويُضفي عليها طابعًا جيولوجيًا فريدًا. 